# 戸田忠道

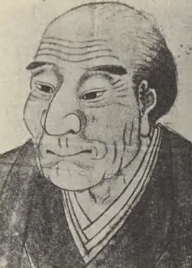

戸田 忠道（とだ ただみち、1813年8月28日〈文化10年8月3日〉 - 1891年〈明治24年〉2月）は、江戸時代後期の旗本、講武所奉行、和宮親子内親王の警固役。

## 生涯
幼名は健次郎、諱は八郎左衛門、鶏斎。
宇都宮藩戸田家初代・戸田尊次の五男・戸田生勝を祖とする、三河国渥美郡高塚村（現・愛知県豊橋市高塚町）・西七根村（豊橋市西七根町）の領主旗本・戸田忠養の二男として江戸番町で生まれる。
旗本・窪田助左衛門勝英より関口流柔術を、勝英の子・窪田清音の門人として田宮流剣術・居合術を、習得して皆傳、師範となる。 他に永井流鉾術の武術免許を持つ。
天保15年（1844年）に兄・忠真の養嗣子として，戸田家の家督を継ぐ。弘化3年（1846年）外国船が渥美半島沖に出没する報告に接し、吉田藩と田原藩が海岸防備に出陣した例に習い、嘉永2年（1849年）に領地である高塚村、西七根村を測量させて海辺絵図を作成して幕府に提出した。嘉永4年（1851年）窪田清音に指導を受けていた源清麿に二尺五分の豪快な長巻を製作してもらっている。
安政3年（1856年）3月に、師の窪田清音が頭取を務める講武所の剣術教授方、万延元年（1860年）3月に講武所剣術師範役、文久元年（1861年）5月に講武所奉行に就任した。
和宮親子内親王が14代将軍・徳川家茂への降嫁が決まると、京から中山道を通り江戸までの警固の任にあたった。この時、
和宮様がお越しになる際に「ウスイ」では縁起が悪いと、碓氷峠を「相生峠」としたという。
家茂の信頼が高く、布衣を仰せつかり奥向師範役を命じられ、万延2年（1861年）家茂の上洛にも同行して徒頭役、御納戸頭に栄進して家茂に近習した。
慶應元年（1865年）に家督を弟・戸田忠昭（講武所剣術教授役）に譲って隠居した。忠昭は江戸開城に際して駿府に移り、のち知行地の高塚村に引っ越してここに住んだ。明治7年（1874年）に封禄600石を奉還後、知行所の高塚村に移り、野依村と高塚村の入会地である原野三町五歩（約3.5ha）を譲り受け、頼母子講などの手段で開墾をはじめ、明治23年（1890年）に開墾を遂行した。